# 本満寺
本満寺（ほんまんじ）は、京都市上京区にある日蓮宗の本山（由緒寺院）の寺院。山号は広布山（広宣流布山）。本尊は十界曼荼羅。塔頭が四院ある。

## 歴史
応永17年（1410年）に本国寺から分立し、六老僧の一人日持を崇敬開山として玉洞妙院日秀（関白近衛道嗣の子）が開いた。当時は上京区元本満寺町（新町通今出川上る西入）付近にあった。
天文5年（1536年）に天文法華の乱で焼失し、堺に避難する。寺伝によれば、それから間もない天文8年（1539年）に関白近衛尚通が現在の地に移建し、後奈良天皇の勅願寺となったという。ただし、移建の時期については異説もある。山科言継の日記『言継卿記』の記載によれば、天文14年（1545年）の時点で本満寺は「近衛殿近所」に存在していた。この「近衛殿近所」が具体的にどこを指すかは定かでないが、本満寺の現在地（寺町通り今出川上る）には該当しない。このことから、天正18年（1590年）頃、豊臣秀吉が京都の寺院を寺町通り沿いに強制移転させた時期に本満寺も移建されたとする説もある。
万治4年（1751年）に江戸幕府第8代将軍徳川吉宗の病気平癒を祈願し、幕府の祈願所となった。近世にはたびたび火災に遭っており、寛文元年（1661年）の火災、宝永5年（1708年）の宝永の大火、天明8年（1788年）の天明の大火により焼失するが、その都度再建されている。慶応3年（1867年）4月13日・14日に新選組を脱走した田中寅蔵が当寺に潜伏するが見つかり、翌15日に切腹させられた。本堂は1911年（明治44年）2月8日にも焼失し、1927年（昭和2年）に再建された。
現住は64世・伊丹日顕貫首（大阪府大阪市雲雷寺より晋山）。莚師法縁（隆源会）縁頭本山。

## 境内
- 本堂 - 1927年（昭和2年）再建。
- 庫裏
- 方丈
- 山中鹿介の墓
- 蓮乗院（鶴姫）石廟 - 江戸重通の娘で結城秀康正室、後烏丸光広正室。
- 庭園
- 七重石塔
- しだれ桜 - 円山公園にある祇園枝垂桜の姉妹木。樹齢90年。
- 七面堂 - 七面大明神を祀る。
- 鐘楼
- 表門
- 総門
- 妙見宮 - 鎮守社。
- 一乗院 - 塔頭。
- 守玄院 - 塔頭。
- 実泉院 - 塔頭。
- 法泉院 - 塔頭。

## 文化財

### 重要文化財
- 紺紙金字一字宝塔法華経・観普賢経 9巻

### その他
- 開目抄

## 旧末寺
日蓮宗は1941年（昭和16年）に本末を解体したため、現在では旧本山、旧末寺と呼びならわしている。
- 法泉院（京都府京都市上京区鶴山町） - 塔頭
- 一乗院（京都府京都市上京区鶴山町） - 塔頭
- 守玄院（京都府京都市上京区鶴山町） - 塔頭
- 実泉院（京都府京都市上京区鶴山町） - 塔頭
- 成翁山法華寺（北海道檜山郡江差町本町）
  - 法華寺末: 啓栄山本昭寺（北海道爾志郡乙部町栄浜）
  - 法華寺末: 七面山光明寺（北海道二海郡八雲町熊石黒岩町）
  - 法華寺末: 青苗山日潮寺（北海道奥尻郡奥尻町青苗）
- 妙光山法華寺（北海道松前郡松前町豊岡）
  - 法華寺末: 妙見山感應院（北海道松前郡松前町江良） – 塔頭
  - 法華寺末: 大圓山妙蓮寺（北海道松前郡福島町福島）
  - 法華寺末: 日朝山国本寺（北海道上磯郡知内町湧元）
  - 法華寺末: 妙宝山登順寺（北海道寿都郡寿都町磯谷町島古丹）
  - 法華寺末: 一乗山實相寺（北海道留萌郡小平町鬼鹿田代）
  - 法華寺末: 久高山本澄寺（北海道苫前郡羽幌町焼尻）
  - 法華寺末: 妙見山大盛寺（北海道網走市桂町）
    - 大盛寺末: 明泰山日清寺（北海道斜里郡小清水町小清水）
- 宝幢山法立寺（青森県弘前市新寺町）
  - 法立寺末: 宝幢山本迹院（青森県弘前市新寺町） – 塔頭
  - 法立寺末: 宝幢山南栄院（青森県弘前市新寺町） – 塔頭
  - 法立寺末: 正法山法華寺（青森県平川市町居山元）
  - 法立寺末: 青蓮山妙乗寺（青森県五所川原市金木町朝日山）
  - 法立寺末: 薄市山弘法寺（青森県北津軽郡中泊町中里字亀山）
  - 法立寺末: 本立山日精寺（青森県南津軽郡大鰐町大字大鰐字大鰐）
  - 法立寺末: 梅田山法光寺（青森県南津軽郡藤崎町大字藤崎字村元）
- 顕乗山久城寺（秋田県秋田市旭北寺町）
  - 久城寺末: 法雨山堯林院（秋田県男鹿市船越狐森） – 塔頭
  - 久城寺末: 湧出山実城院（秋田県秋田市土崎港中央） – 塔頭
  - 久城寺末: 観広山見性寺（秋田県秋田市土崎港中央）
  - 久城寺末: 金銀山法華寺（秋田県北秋田市阿仁銀山字下新町）
  - 久城寺末: 塚原山宝塔寺（秋田県秋田市八橋本町）
- 照高山伝法寺（秋田県秋田市旭北寺町）
  - 伝法寺末: 湊圓山本住寺（秋田県秋田市土崎港中央）
- 久遠山法華寺（秋田県秋田市旭北寺町）
  - 法華寺末: 雷祈山法久寺（秋田県大仙市大曲丸の内町）
- 仏眼山正法寺（秋田県横手市大水戸町）
- 妙応山孝音院（秋田県北秋田市米内沢字ヲッコ沢）
- 長応山本善寺（秋田県仙北郡美郷町六郷字東高方町）
- 長栄山本善寺（秋田県大仙市字刈和野）
- 観広山法興寺（山形県飽海郡遊佐町大字庄泉字西谷地）
- 吉長山満勝寺（静岡県掛川市中）
  - 満勝寺末: 松柏山本寿寺（静岡県榛原郡吉田町神戸）
  - 満勝寺末: 鶴寿山慶住寺（静岡県牧之原市静波）
  - 満勝寺末: 長勝山浄心寺（静岡県牧之原市福岡）
  - 満勝寺末: 善徳山妙福寺（静岡県磐田市福田）
  - 満勝寺末: 最勝山本行寺（大分県佐伯市上浦最勝海浦）
- 普潤山妙雲寺（滋賀県高島市安曇川町川島）
- 瀬瀧山聖福寺（京都府京都市右京区芹生町）
- 利生山愛染寺（京都市上京区亀屋町）
- 清雲山円成寺（京都府京都市北区鷹峰北鷹峰町）
- 法秀山善徳寺（大阪府大阪市北区中崎西）
- 光智山法清寺（大阪府大阪市北区曾根崎）
  - 法清寺末: 高丸山法華閣教会（兵庫県宝塚市仁川うぐいす台）
- 光徳山妙経寺（大阪府大阪市中央区谷町）
  - 妙経寺末: 霊鵲山朝日寺（大阪府堺市堺区大仙町）
- 瑞光山本養寺（大阪府池田市綾羽）
- 永昌山妙華寺（大阪府豊能郡能勢町吉野）
- 永昌山妙法寺（大阪府豊能郡能勢町倉垣）
- 長渓山正林寺（大阪府豊能郡能勢町倉垣）
- 石用山涌泉寺（大阪府豊能郡能勢町倉垣）
- 七面山七宝寺（大阪府豊能郡能勢町倉垣）
- 普門山安穏寺（大阪府豊能郡能勢町倉垣）
- 無漏山真如寺（大阪府豊能郡能勢町地黄）
  - 真如寺末: 妙見山別院（東京都墨田区本所）
  - 真如寺末: 境外仏堂能勢妙見山（大阪府豊能郡能勢町野間中）
- 正行山清普寺（大阪府豊能郡能勢町地黄）
  - 清普寺末: 首題山妙唱寺（大阪府豊能郡能勢町上田尻）
- 善養山長久寺（大阪府豊能郡能勢町下田尻）
- 長栄山興徳寺（大阪府豊能郡能勢町野間大原）
- 龍淵山円珠寺（大阪府豊能郡能勢町野間中）
- 宝林山法華寺（大阪府豊能郡能勢町野間稲地）
- 受持山善福寺（大阪府豊能郡能勢町野間出野）
- 清岳山法性寺（大阪府豊能郡豊能町切畑）
- 広栄山蓮華寺（大阪府豊能郡能勢町今西）
- 昌徳山本頂寺（大阪府茨木市郡山）
- 真如山妙徳寺（大阪府茨木市片桐町）
- 法華山本澄寺（大阪府高槻市上牧町）
  - 本澄寺末: 法華山本立院（大阪府高槻市上牧町） – 塔頭
  - 本澄寺末: 法華山真如院（大阪府高槻市上牧町） – 塔頭
  - 本澄寺末: 妙広山境智院（大阪府東大阪市日下町） – 塔頭
  - 本澄寺末: 梅龍山勧成院（大阪府東大阪市東豊浦町） – 塔頭
  - 本澄寺末: 御殿山欣求寺（大阪府枚方市小倉町）
- 霊岡山妙浄寺（大阪府高槻市上牧山手町）
- 寂光山源覚寺（大阪府高槻市道鵜町）
- 常智山本行寺（大阪府高槻市大手町）
- 福生山田中寺（大阪府高槻市梶原）
- 法久山成就寺（大阪府高槻市萩之庄）
- 正法山円通寺（大阪府高槻市富田町）
- 栄長山本要寺（大阪府堺市堺区新在家町東）
- 林光山玉持院（兵庫県神戸市東灘区住吉宮町）
- 久々知山広済寺（兵庫県尼崎市久々知）
- 吉祥山法華寺（徳島県海部郡海陽町鞆浦字東町）
- 福王山本證寺（福岡県朝倉市秋月）